# کلاوس فوکس
کلاوس امیل ژولیوس فوکس (آلمانی: Klaus Fuchs؛ زاده ۲۹ دسامبر ۱۹۱۱ – درگذشته ۲۸ ژانویهٔ ۱۹۸۸) یک دانشمند اهل آلمان بود که در رابطه با مواد فوق انفجاری با گروهِ رابرت اوپنهایمر در پروژه منهتن همکاری می‌کرد. وی طرح‌ها و جزئیات طراحی بمب اتمی آزمایش شده در ترینیتی را در اختیار جاسوسان شوروی قرار داد.